# Liolaemus bibronii
Liolaemus bibronii este o specie de șopârle din genul Liolaemus, familia Tropiduridae, descrisă de Bell 1843. Conform Catalogue of Life specia Liolaemus bibronii nu are subspecii cunoscute.